# Home (kanał telewizyjny)
Home – brytyjski kanał telewizyjny, dostępny również w Irlandii, należący do sieci UKTV (w której 50% udziałów ma BBC Worldwide). W obecnej postaci został uruchomiony 30 kwietnia 2009, stanowi jednak kontynuację wcześniejszych kanałów UK Style (1997-2004) i UKTV Style (2004-2009). 
Home jest kanałem tematycznym, poświęconym głównie aranżacji wnętrz, ogrodnictwu i domowemu majsterkowaniu. Podobnie jak wszystkie kanały UKTV, w swojej ramówce korzysta przede wszystkim z archiwów BBC, które uzupełnia audycjami zagranicznymi oraz produkcjami własnymi. Stacja dostępna jest w Wielkiej Brytanii i Irlandii na platformach cyfrowych oraz w sieciach kablowych. 
21 stycznia 2020 kanał zakończył nadawanie z powodu uruchomienia brytyjskiej wersji kanału HGTV. 